# Cornilleau & Sainte-Beuve
Cornilleau & Sainte-Beuve, auch C.S.B. genannt, war ein französischer Hersteller von Automobilen.

## Unternehmensgeschichte
Das Unternehmen aus Paris begann 1904 mit der Produktion von Automobilen. 1909 endete die Produktion. Es bestand keine Verbindung zu Cornilleau.

## Fahrzeuge
Zunächst standen die Modelle 8 CV und 16 CV im Angebot. 1906 ergänzten die Modelle 14 CV, 18 CV und 20/30 CV das Sortiment. Die Fahrzeuge waren mit Vierzylindermotoren und Kardanantrieb ausgestattet. Der 20/30 CV wurde auch in England montiert und als 25 HP von Straker-Squire verkauft.